# Tephromela grumosa
Tephromela grumosa är en lavart som först beskrevs av Christiaan Hendrik Persoon, och fick sitt nu gällande namn av Hafellner & Cl. Roux. Tephromela grumosa ingår i släktet Tephromela och familjen Mycoblastaceae.  Arten är reproducerande i Sverige. Inga underarter finns listade i Catalogue of Life.